# DinoCity
 (mai 2017).
Si vous disposez d'ouvrages ou d'articles de référence ou si vous connaissez des sites web de qualité traitant du thème abordé ici, merci de compléter l'article en donnant les références utiles à sa vérifiabilité et en les liant à la section « Notes et références ».
DinoCity, connu au Japon sous le titre Dinowars Kyōryū Oukoku e no Daibouken (ダイナウォーズ 恐竜王国への大冒険) est un jeu vidéo de plates-formes en 2D à thème préhistorique et de science-fiction. Il s'agit d'une adaptation du film télévisé Adventures in Dinosaur City. Il a été développé et édité par Irem en 1992 sur Super Nintendo.

## Synopsis
Deux enfants, Timmy et Jamie, sont téléportés par accident dans un univers parallèle sur une Terre ou les dinosaures sont conscients. Pour retourner dans leur dimension, ils font équipe avec deux dinosaures Rex et Tops, et doivent lutter contre un gang d'hommes de Neanderthal.

## Système de jeu
Le jeu est composé de 7 niveaux avec des sorties alternatives et des niveaux bonus. Le défilement horizontal est à sens unique, le protagoniste ne peut pas revenir en arrière. Les équipes Timmy/Rex et Jamie/Tops peuvent être choisies. Le joueur contrôle le dinosaure qui sert de monture. Rex peut donner des coups de poing, tandis que Tops lance des cornes. Les deux enfants peuvent se séparer de leur monture et  peuvent bloquer les ennemis temporairement ou atteindre des plates-formes surélevées afin de faciliter la progression des niveaux.